# Босе Крішнамачарі
Босе Крішнамачарі (*ബോസ് കൃഷ്ണമാചാരി, 1963 —) — сучасний індійський художник, скульптор, представник абстакціонізму.

## Життєпис
Народився у с. Магаттукара (штат Керала). Про батьків його відомо замало. Закінчив середню школу у 1984 році у м. Піліянам. Тоді ж поступив до керальської художньої школи у м. Кочі, яку закінчив у 1985 році. Того ж року стає лауреатом премії академії Керала Лаліта Кала.
У 1986 році вступив до художньої школи Джі Джей у Мумбаї, яку закінчив у 1991 році із ступенем бакалавра витончених мистецтв та золотою медаллю. Вже 1989 році мав першу персональну виставку. У 1999 році перебрався до Великої Британії, де навчався у коледжі Голдсміта (Лондон) до 2000 року, здобувши звання магістра образотворчого мистецтва. По поверненню до Індії починає брати активну участь у мистецькому житті Індії, Крішнамачарі активний учасник різних групових виставок (близько 80), також організує численні персональні виставки (близько 20). Його роботи брали участь у виставковому проекті «Індійський хайвей» у 2008, 2009, 2010 роках у Лондоні (Велика Британія), Осло (Норвегія) і Гернінгу (Данія).
Також він є куратором та керівником багатьох мистецьких заходів та галерей. Найзначущими є «Бомбей x 17» (Мумбаї, Кочі, 2004 рік), «Бомбейські хлопці», (Нью-Делі, 2004 рік), Боді Аркт (Мумбаї, 2006 рік) «AF-FAIR, 1х1 Сучасність та 1х1 Галерея» (Дубаї, 2008 рік), «Панорама: Індія» (2009 рік, виставка АРКО-Мадрид), «Галереї BMB» (2009 рік), виставка «Ні» (Мумбаї, 2010 рік), бієнале Кочі-Музіріс (2012 рік — разом з Ріясом Кому). Натепер живе та працює у Мумбаї.

## Творчість
Босе Крішнамачарі самовиражався встиг проявити себе у живописі, малюванні, фотографії, скульптурі і ассамбляже. В його картинах поєднуються традиції фігуративізма і абстракціонізму. Надихнувшись досвідом Мондріана, Босе створив серію абстрактних картин, «Тіла без кордонів», де не тільки лінії, але кольори і текстура виходять за рамки кордонів.
Він спирається на принципи абстракції і мінімалізму ще з початку 1990-х, коли була організована перша персональна виставка його робіт. Це серія полотен з використанням рельєфно-точкової техніки зображення.
Довгий, виснажливий період нездоров'я, яким ознаменувалася юність художника, привів до теми «спогадів» і «сліпоти». Остання простежується в його ранніх роботах, де він часто звертається до техніки виконання, що нагадує шрифт Брайля (« Задум», 1993 рік) і перфорації (по краях картин «Денді», 1995 і 2005 рроки, «Об'єкти уваги», 1995 і 2004 роки). Роздуми на тему сліпоти досягають вищої точки вираження у нещодавніх картинах — «Любов» «Мінус + Мінус = Плюс» (2010 рік). «Перфоровані контури» несуть в собі смислове навантаження, актуальне для автора. У візуальному сенсі це — отвори в рекламних щитах, концептуально вони — уособлення фрази на санскриті «Tama soma Jyotirgamaya», що у перекладі звучить як «З темря виведи нас у світло».
Наступні збірки робіт, наприклад, «Об'єкти уваги» (Мумбаї-Делі, 1995 рік) і «Непроминальність спогадів» (Мумбаї-Делі, 1997 рік) були спробою відобразити традиційні, буденні, непривабливі у своїй простоті аспекти сучасної культури.
Художник часто звертається до «тіффін дабба» (коробка для обіду) розносникам обідів (даббавалам): це портретні замальовки, майстерно виконані кульковою ручкою на папері, скульптурні інсталяції (Привид/Трансмемуари"). Остання робота складена з безлічі металевих дабба, в які вмонтовані LCD-монітори, закріплені на металевому остові разом з мотками проводів, навушниками і ременями-поручнями, які використовують у місцевому транспорті.
У рамках проекту «A-Museum», що проходив у Мумбаї, Ченнаї і Бангалорі у 1992 році, Босе виступив як скульптор. Тут він демонстрував великі інсталяції, змодельовані з книг (що символізувало усталені канонічні ієрархії), списані віршами, які було неможливо прочитати.